# 4827-es busz
A 4827-as számú autóbuszvonal Békés vármegye déli, dél-keleti részén fekvő határmenti településeket köti össze a megyeszékhellyel.

## Elhelyezkedés
A vonalat eredetileg a Körös Volán Zrt. majd a későbbi jogutód DAKK Zrt. üzemeltette. 2019 októberétől az egységes Volánbusz Zrt. hálózatának része.
Útvonala: [Békéscsaba] – Gyula – Medgyesegyháza – Kunágota – Battonya

## Menetidők, menetrend
A vonal átlagos menetideje 2 óra, hossza megközelítőleg 85 km. A járatok átlagos követési ideje 2 óra. A járatok a reggeli órákban Kunágota térségében Battonya, míg a délutáni órákban Kunágota felé sűrűbben közlekednek.